# Artur Lemba
Artur Lemba (Tallinn, 24 september 1885 – Tallinn, 21 november 1963) was een Estische componist, pianist en pianoleraar. Hij was in veel opzichten een pionier. Artur en zijn oudere broer Theodor (1876-1962) waren de eerste professionele pianisten uit Estland die ook in het buitenland optraden. Arturs opera Sabina van 1905 was de eerste opera en zijn eerste symfonie van 1908 de eerste symfonie gecomponeerd door een Est.

## Levensloop
Artur Lemba kreeg pianolessen van zijn broer Theodor. In 1899 schreef hij zich, in navolging van zijn broer, in bij het Conservatorium van Sint-Petersburg. Hij studeerde daar piano, compositieleer en muziektheorie (onder andere bij Aleksandr Glazoenov en Nikolaj Rimski-Korsakov).
Hij studeerde af in 1908 met een gouden medaille voor de pianostudie, een zilveren medaille voor de studie compositieleer en de Anton Rubinsteinprijs (een Schröder-piano). Bij zijn afstuderen speelde Lemba zijn eigen eerste pianoconcert.
Nog in hetzelfde jaar werd Lemba benoemd tot pianoleraar aan het Conservatorium van Sint-Petersburg. In 1915 kreeg hij de titel professor. Hij bleef in Sint-Petersburg tot in 1920. Naast zijn werk als docent gaf hij ook concerten. In 1910 was hij een van de acht finalisten bij de Anton Rubinstein Competitie voor pianisten. De winnaar was echter de Duitser Alfred Hoehn (1887-1945).
In 1920 keerde Lemba terug naar Tallinn, dat inmiddels de hoofdstad van het onafhankelijke Estland was geworden. Daar vestigde hij zich eerst als onafhankelijk pianoleraar; later doceerde hij piano aan het conservatorium van Tallinn. Hij gaf ook concerten en trad behalve in Estland ook op in onder andere Moskou, Leningrad, Odessa, Riga, Boedapest, Helsinki en Stockholm.
Tot zijn pensionering in 1962 bleef Lemba verbonden aan het conservatorium van Tallinn, alleen onderbroken door een verblijf in Helsinki in de jaren 1921–1922, waar hij ook piano doceerde aan het plaatselijke conservatorium. Tussen 1922 en 1939 schreef hij muziekkritieken voor de krant Vaba Maa.
Na de bezetting van Estland door de Sovjet-Unie in 1940 bleef Artur Lemba op zijn post. Theodor Lemba, zijn broer, vluchtte in 1944 naar Duitsland en vestigde zich later in de Verenigde Staten.
Artur Lemba overleed in 1963.
Lemba is diverse malen onderscheiden. In het onafhankelijke Estland ontving hij bijvoorbeeld de Orde van het Adelaarskruis. In 1962 werd hij ‘Volkskunstenaar van de Estische Socialistische Sovjetrepubliek’.

## Oeuvre
Artur Lemba was een bewonderaar van Pjotr Iljitsj Tsjaikovski en van zijn leermeester Aleksandr Glazoenov, met wie hij ook na zijn vertrek uit Rusland bleef corresponderen. Lemba bleef zijn hele leven componeren in de stijl van de neoromantiek.
Hij componeerde in bijna ieder genre: twee symfonieën, drie ouvertures, vier opera’s, drie cantates, kamermuziek en dertig werken voor koor. Voor zijn instrument, de piano, schreef Lemba vijf pianoconcerten, twee pianosonates, twee sonatines, twee preludes en meer dan twintig etudes.
Lemba’s bekendste werken zijn het pianoconcert No. 1 in G majeur van 1905 en zijn Poème d’amour voor viool en piano van 1916.

## Een selectie uit zijn werken

### Opera’s
- Sabina (1905); een herziene versie van 1908 kreeg de naam Lembitu tütar (‘Lembitu’s dochter’)
- Kalmuneid  (‘De vrouw uit het graf’, 1928)
- Armastus ja surm (‘Liefde en dood’, 1930)
- Elga (1933)

### Orkestwerken
- Pidulik avamäng No. 1 (‘Feestelijke ouverture’)
- Symfonie No. 1 in cis mineur (1908)
- Symfonie No. 2 in f mineur (1923)
- Pidulik avamäng No. 2 (‘Feestelijke ouverture’, 1949)
- Prélude pastorale (1957)
- Sümfooniline poeem (‘Symfonisch gedicht’, 1957)
- Oktoobrirevolutsiooni 40. aastapäevaks (‘Voor de 40ste verjaardag van de Oktoberrevolutie’, symfonisch gedicht, 1957)
- Avamäng-fantaasia No. 3 (‘Ouverture-fantasie’, 1957)
- Eesti rapsoodia No. 2 (‘Estische rapsodie’, 1962)

### Werken voor solo-instrument en orkest
- Pianoconcert No. 1 in G majeur (1905)
- Poème d’amour (1916), voor viool en strijkorkest bewerkt door Ülo Krigul in 2008
- Pianoconcert No. 2 in e mineur (1931)
- Pianoconcert No. 3 in f mineur (1945)
- Pianoconcert No. 4 in Bes majeur (1955)
- Pianoconcert No. 5 in D majeur (1960)

### Kamermuziek
- Poème d’amour voor viool en piano (1916); er bestaat ook een transcriptie voor viool en gitaar door Heiki Mätlik
- Pianotrio No. 1 voor viool, cello en piano (1929)
- Strijksextet voor twee violen, twee altviolen en twee celli (1932)
- Pianotrio No. 2 voor viool, cello en piano (1933)
- Strijkwartet (1934)
- Pianotrio No. 3 voor viool, cello en piano (1935)
- Pianokwartet voor viool, altviool, cello en piano (1938)
- Suite voor twee piano’s (1946)
- Pianokwintet voor twee violen, altviool, cello en piano (1946)
- Sonate No. 1 voor viool en piano (1950)
- Sonate No. 2 voor viool en piano (1953)
- Sonatine No. 1 voor viool en piano (1954)
- Suite voor blaaskwintet (1956)
- Octet voor twee trompetten, twee hoorns, twee trombones, bastrombone en piano (1956)
- Prélude pastorale (1957)
- Pianotrio No. 4 voor viool, cello en piano (1958)
- Sonatine No. 2 voor viool en piano (1962)
- Danssuite voor fluit, klarinet, hoorn, fagot en piano
- Kleine suite voor blaasinstrumenten voor fluit, klarinet, hoorn, fagot en hobo
- Mazurka voor viool en piano
- Scherzino voor cello en piano
- Etude-scherzo voor cello en piano
- Nocturne voor hoorn en piano

### Werken voor solo-instrumenten
- Toccata en fuga voor piano (1908)
- Fantasie op Estische volksliedjes voor piano (1928)
- Pianosonate No. 1 (1931)
- Miniaturensuite voor piano (1937)
- Pianosonate No. 2 (1947)
- Sonatine voor piano (1954)
- Pianosonate No. 3 (1955)
- Lüüriline moment (‘Lyrisch moment’) voor piano
- Intermezzo voor piano
- Kerge sonatiin (‘Lichte sonatine’) voor piano
- Väike sonatiin (‘Kleine sonatine’) voor piano
- Põhjamaa mälestus (‘Herinnering aan het Noordland’) voor piano
- Menuet voor piano
- Pastorale voor piano
- Pianostukken voor beginners (twee- en vierhandig)
- 10 etudes voor piano
- 8 etudes in octaven voor piano
- 10 etudes voor beginners voor piano
- 12 etudes voor gevorderden voor piano
- 3 etudes voor ver gevorderden voor piano
- Cyclus van 6 pianostukken
- 12 ‘karakterstukken’ voor piano
- Hällilaul (‘Slaapliedje’) voor viool

### Werken voor een of meer stemmen
- Merekuninganna (‘Koningin van de zee’, cantate, 1907)
- Kolhooside võistulaul (‘Zangcompetitie tussen kolchozen’, cantate, 1951)
- Narva (cantate, 1957)
- Vijf romances op gedichten van Russische dichters voor stem en piano (1904)
- Neid paelus Eestimaa (‘Zij waren gefascineerd door Estland’, zangcyclus voor stem en piano, 1956)
- Hällilaul (‘Slaapliedje’) voor stem, piano en cello (ad libitum)
- Hällilaul (‘Slaapliedje’) voor stem, viool en piano
- Ilma kuuta meil taevas ei selgi (‘De nacht is zo donker zonder maan’) voor stem en piano
- Jalutuskäik mööda Tallinna (‘Een wandeling door Tallinn’) voor stem en piano
- Laula, laula, suukene (‘Zing, zing, kleine mond’) voor stem en piano
- Me istusime koos (‘Zittend bijeen’) voor stem en piano
- Me lahkunud (‘Wij zijn vertrokken’) voor stem en piano
- Me kenas kohakeses (‘Op een mooie plaats’) voor stem en piano
- Mere kaldal (‘Aan de zeekust’) voor stem en piano
- Nüüd üle kirsipuude (‘Nu over de kersenbomen’) voor stem en piano
- Pühendus N.A. Rimski-Korsakovile (‘Opgedragen aan Rimski-Korsakov’) voor stem en piano
- Drie romances op gedichten van J. Sjoemakov voor stem en piano
- Meie jõud (‘Onze kracht’) voor mannenkoor a capella
- Linakatkuja (‘Vlasplukker’) voor gemengd koor a capella